# 双桥遗址 (唐山市)
双桥遗址，位于中国河北省唐山市开平区双桥村，建於商代。2001年2月7日公布為省级文物保护单位。